# The Jordanaires
The Jordanaires er en amerikansk sanggruppe, grundlagt 1948 i Springfield, Missouri.
Gruppen er først og fremmest kendt som korsangere og backinggruppe for Elvis Presley, men længe før deres samarbejde med Elvis startede var gruppen dog godt i gang med deres egen karriere. En søndag eftermiddag i 1955 i Memphis optrådte The Jordanaires under et show sammen med bl.a. Eddy Arnold for at reklamere for hans nye TV-serie, "Eddy Arnold Time". De sang gospelsangen "Peace In The Valley", og da showet var slut kom en ung mand om backstage for at hilse på dem. Han var stille og høflig og med massevis af tilbageredt hår og store bakkenbarter. Det var Elvis Presley, på dette tidspunkt næsten ukendt. Elvis' besked til gruppen var, at hvis han for alvor fik gang i karrieren ville han bruge The Jordanaires som sin backinggruppe. På dette tidspunkt var Elvis stadig i stald hos det lille lokale pladeselskab Sun Records.
Den 10. januar 1956 var Elvis i gang med sin første indspilningssession for RCA, som havde købt hans kontrakt. Med sig i studiet havde han sin gamle gruppe The Blue Moon Boys, der foruden ham selv bestod af Scotty Moore, Bill Black og D.J. Fontana. På denne dag blev sangene "I Got A Woman", "Heartbreak Hotel" og "Money Honey" indspillet. Elvis krævede under indspilningerne, at The Jordanaires skulle medvirke på optagelserne, så næste dag ankom Gordon Stoker fra The Jordanaires for at lægge korsang på. På denne dag skrev sangene "I'm Counting On You" og "I Was The One" historie ved at være de første indspilninger, hvor Elvis brugte vokal baggrund. 
Efter endnu en række indspilningssessioner i New York fløj Elvis til Nashville den 14. april 1956 for at indspille "I Want You, I Need You, I Love You". Gordon Stoker var af RCA indkaldt for igen at agere vokal baggrund, og efter optagelserne trak Elvis ham til side og fortalte, at han havde forventet ikke blot ham, men hele The Jordanaires. Først her gik det op for Elvis, at RCA kun havde indkaldt Stoker, og han fik herefter gennemtrumfet, at hele gruppen fremover skulle bruges på hans indspilninger. På næsten samtlige Elvisindspilninger de næste 14 år medvirkede The Jordanaires.
Gruppen var endvidere med som vokalister på en lang række af Elvis Presleys film og TV-shows.

## Gruppemedlemmer
Gruppen har gennem årene haft mange udskiftninger, men består i 2010 af:
- Gordon Stoker (død 27. marts 2013[1])
- Curtis Young
- Louis Nunley
- Ray Walker

## Andet
The Jordanaires blev indlemmet i Country-musikkens Hall of Fame i 2001.

## Links
- Gruppens officielle website